# Clipper (isqueiro)

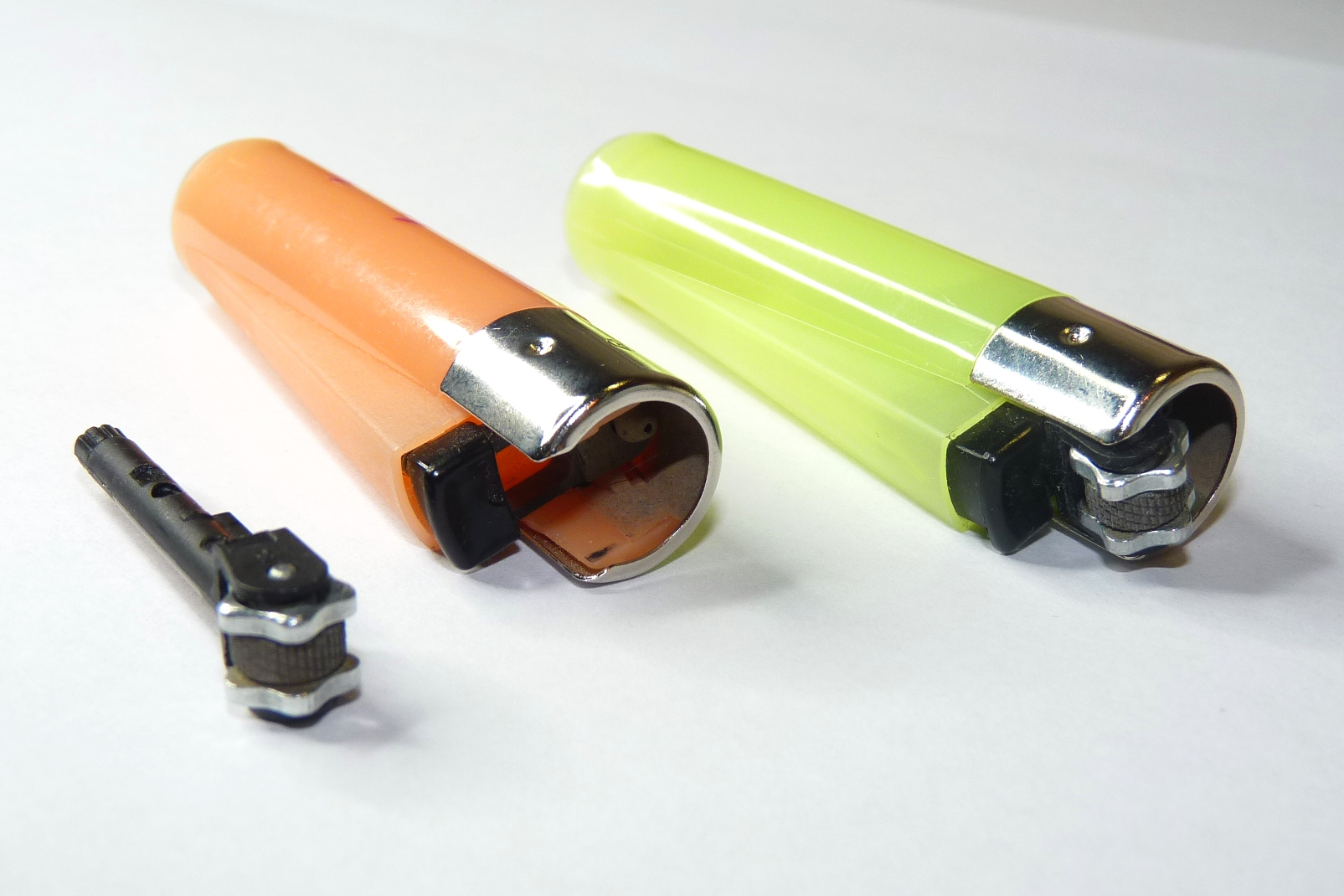
Isqueiros Clipper

Clipper é a marca de um tipo de isqueiro de butano recarregáveis, projetado por Enric Sardá e resgistrado por Flamagas S.A.  desde de  1959.
A forma redonda registrada tornou-se um ícone visual. Os isqueiros Clipper são considerados altamente colecionáveis devido a empresa contar com uma ótima equipe de designers inspirados pelas mais atualizadas tendências do mercado, constantemente lançando novas e elegantes coleções.
O termo Clipper-Mania é associado a colecionadores fãs da marca, vários sites disponibilizam um vasto acervo de Clippers para complementar a coleção desses fãs.